# Paratanytarsus confusus
Paratanytarsus confusus är en tvåvingeart som beskrevs av Palmen 1960. Paratanytarsus confusus ingår i släktet Paratanytarsus och familjen fjädermyggor. Inga underarter finns listade i Catalogue of Life.